# Deep Impact (pel·lícula)
Deep Impact és una pel·lícula estatunidenca de cinema de catàstrofes dirigida per Mimi Leder, estrenada el 1998.

## Argument
En Leo Biederman, de catorze anys, és membre del club d'astronomia del seu institut. Fa una foto del cel estrellat amb un telescopi seu i descobreix sense saber-ho un cometa que es dirigeix cap a la Terra. Previngut, el president dels Estats Units fa cridar un antic astronauta, l'Spurgeon Tanner, que està encarregat per dirigir una missió internacional a bord de la nau experimental Messiah. S'han de posar sobre el cometa i intentar, amb càrregues nuclears, desviar-lo de la seva trajectòria. A la Terra, el cataclisme imminent suscita les reaccions més extremes, ja que la col·lisió entre el cometa i el planeta podria significar la fi del gènere humà. Aconsegueixen atènyer el cometa però no fan més que dividir-lo en dos.

## Repartiment
- Robert Duvall: Spurgeon Tanner
- Téa Leoni: Jenny Lerner
- Elijah Wood: Leo Biederman
- Vanessa Redgrave: Robin Lerner
- Morgan Freeman: President Beck
- Maximilian Schell: Jason Lerner
- James Cromwell: Alan Rittenhouse
- Ron Eldard: Oren Monash
- Jon Favreau: Gus Partenza
- Laura Innes: Beth Stanley
- Mary McCormack: Andrea Baker
- Richard Schiff: Don Biederman
- Leelee Sobieski: Sarah Hotchner
- Blair Underwood: Mark Simon
- Dougray Scott: Eric Vennekor
- Gary Werntz: Chuck Hotchner
- Bruce Weitz: Stuart Caley
- Betsy Brantley: Ellen Biederman
- O'Neal Compton: Morten Entrekin
- Rya Kihlstedt: Chloe
- Alexander Baluev: Mikhail Tulchinsky
- Caitlin Fein: Caitlin Stanley
- Amanda Fein: Caitlin Stanley
- Joseph Urla: Ira Mostakel
- Una Damon: Marianne Duclos
- Mark Moses: Tim Urbanski
- Derek de Lint: Theo Van Sertema
- Charles Dumas: Jeff Worth
- Suzy Nakamura: Ajudant de Jenny
- Alimi Ballard: Bobby Rhue
- W. Earl Brown: McCloud
- Katie Hagan: Jane Biederman
- Denise Crosby: Vicky Hotchner
- Frank Whiteman: Capellà
- Jason Dohring: Harold
- Jasmine Harrison: Nen
- Rahi Azizi: Estudiant
- Hannah Werntz: Holly Rittenhouse
- Tucker Smallwood: Ivan Brodsky
- Merrin Dungey: Sheila Bradley
- Kimberly Huie: Wendy Mogel
- William Fair: Home gris
- Francis X. McCarthy: General Scott
- Ellen Bry: Stofsky
- Lisa Ann Grant: Reporter
- Leslie Dilley: Serventa
- Concetta Tomei: Patricia Ruiz
- Mike O'Malley: Mike Perry
- Kurtwood Smith: Otis Hefter
- Gerry Griffin: Oficial de la NASA
- Charlie Hartsock: David Baker
- Jennifer Jostyn: Mariette Monash
- Don Handfield: Dwight Tanner
- Jason Frasca: Steve Tanner
- Cynthia Ettinger: Dona seductora
- Benjamin Stralka: Noi
- Stephanie Patton: Brittany Baker
- John Ducey: Jove tinent

## Al voltant de la pel·lícula
- El mateix any, el 1998, va treure la pel·lícula Armageddon amb una història similar (un asteroide dirigint-se tot dret cap a la terra). Va caldre, d'altra banda, modificar una part del discurs del President (Morgan Freeman) quan deia: «Life will go hom, we will prevail. This is not Armageddon» (La vida seguirà el seu curs, superarem aquesta prova. No és l'Apocalipsi). En la seva trama, Deep Impact es diferencia igualment d'Armageddon. A part de l'escena final, el punt de vista intimista dels diferents protagonistes és per sobre de la part espectacular i als efectes especials. La part salvament i intervenció sobre el cometa ocupa finalment poc temps, el realitzador es concentra més en les conseqüències humanes i socials de la catàstrofe.
- Quan Marcus Wolf (Charles Martin Smith) descobreix el cometa, està sol i menjant una pizza, com el seu personatge a Starman (1984) quan s'assabenta de l'aterratge de la nau extraterrestre.
- Quan Marcus Wolf envia un correu electrònic a propòsit del cometa, es poden veure els missatges a la seva bústia. Un d'ells ve de "cshoemaker arizona.unv", fent referència a Carolyn i Eugene M. Shoemaker, especialistes dels cometes que han estat contractats com consellers per a la pel·lícula.
- Després del descobriment del cometa, un dels astrònoms mor en un accident de cotxe. És una referència directa a l'accident que va costar la vida a Eugene Shoemaker el 18 de juliol de 1997 a Austràlia.
- Un dels membres de la NASA a la pel·lícula és Gerry Griffin, que és un antic director de vols de la NASA. Va dirigir la missió Apollo 12 i va esdevenir llavors director del Centre Espacial Johnson a Houston.

## Banda sonora original
- La Bohème, interpretada per Mario Sereni i Nicolai Gedda
- The Hole, interpretada per Randy Travis
- Fly Me to the Moon (In Other Words), interpretada per Tom Jones
- It Must Be Angel Day, interpretada per Larry Dean & the Shooters